# Bueskydning under sommer-OL 2012
Bueskydning under Sommer-OL 2012 afvikles på Lord's Cricket Ground i London fra 27. juli til 3. august. Bueskydningsdisciplinen består af 4 konkurrencer.

## Turneringsformat
Bueskydningskonkurrencen har 128 deltagere, 64 kvinder og 64 mænd. Disse skal konkurrere i de fire discipliner: Mænd individuel, Kvinder individuel, Mænd hold og Kvinder hold. Hver nation er begrænset til at deltage med 3 kvinder og 3 mænd.
Konkurrencerne vil blive afviklet med den såkaldte olympiske bue, der også er kendt som recurvebuen. Denne bue består af en håndsektion i træ eller metal, hvorpå der er monteret to bueben, som har en fremadrettet bue (recurve) i enderne. Buen er normalt udstyret med sigte og stabilisator. Hver konkurrence afvikles på en bane, hvor afstanden fra skytte til skiven er 70 meter.
Formålet med skydningerne er at komme tættest på centeret af skiverne. Disse er 122 centimeter i diameter med et gult centerfelt på 12,2 centimeter. Dette centerfelt giver 10 points.
Alle konkurrencer afvikles som elimineringsrunder, hvor to skytter/hold skyder mod hinanden. Dog indledes både kvindernes og mændenes konkurrencer med en rangeringsrunde, hvor hver skytte skyder 12 gange 6 pile (72 pile i alt). Efter rangeringsrunde seedes alle skytterne fra 1 til 64. For holdkonkurrencerne sammenlægges de 3 skytters points, så man derefter har en nationsseedning.
Efter rangeringsrunde startes elimineringsrunderne, hvor den første seedede møder den 64. seedede i de individuelle konkurrencer og det første seedede hold møder det 16. seedede hold. Elimineringsrunderne fortsætter til finalerne, hvor guld og sølv bliver fordelt. De to tabende fra semifinalerne mødes igen i en elimineringsrunde om bronzemedaljerne.

### Individuelle konkurrencer
Hver elimineringsrunde vil blive gennemført med 15 pile, hvor hver skytte skyder 5 runder af 3 pile. Vinderen af hver runde får 2 points og der gives 1 point til hver skytte ved ligestilling. Såfremt stillingen er 5 – 5 ved afslutningen af en elimineringsrunde skydes en enkelt pil mod skiverne og den skytte, der er tættes på centrum går videre til næste elimineringsrunde.

### Hold konkurrencer
I hold konkurrencerne består hver hold af tre skytter. Det er kun kvalificeret 12 hold. Første elimineringsrunde gennemføres ved at de 4 bedst seedede hold automatisk går videre til næste runde mens de 5. bedste seedede hold møder det 12. seedede hold. I anden elimineringsrunde mødes det første seedede hold det dårligst seedede hold og så fremdeles.
Hver elimineringsrunde vil blive gennemført med 24 pile, hvor hver skytte skyder 8 pile. I tilfælde af ligestilling efter en elimineringsrunde skyder hver holdmedlem en enkelt pil mod skiverne og det hold, der er sammenlagt opnår flest points går videre til næste elimineringsrunde.

## Tidsplan
| Dag   | Dato                   | Start | Slut  | Konkurrence        | Fase                                   |
| ----- | ---------------------- | ----- | ----- | ------------------ | -------------------------------------- |
| Dag 0 | Fredag 27. Juli 2012   | 9:00  | 15:00 | Mænd individuel    | Rangeringsrunde                        |
| Dag 0 | Fredag 27. Juli 2012   | 9:00  | 15:00 | Kvinder individuel | Rangeringsrunde                        |
| Dag 1 | Lørdag 28. Juli 2012   | 9:00  | 19:00 | Mænd hold          | Elimineringsrunde/Medaljerunde         |
| Dag 2 | Søndag 29. juli 2012   | 9:00  | 19:00 | Kvinder hold       | Elimineringsrunde/Medaljerunde         |
| Dag 3 | Mandag 30. juli 2012   | 9:00  | 17:40 | Mænd individuel    | 1/32 & 1/16 Elimineringsrunder         |
| Dag 3 | Mandag 30. juli 2012   | 9:00  | 17:40 | Kvinder individuel | 1/32 & 1/16 Elimineringsrunder         |
| Dag 4 | Tirsdag 31. juli 2012  | 9:00  | 17:40 | Mænd individuel    | 1/32 & 1/16 Elimineringsrunder         |
| Dag 4 | Tirsdag 31. juli 2012  | 9:00  | 17:40 | Kvinder individuel | 1/32 & 1/16 Elimineringsrunder         |
| Dag 5 | Onsdag 1. august 2012  | 9:00  | 19:00 | Mænd individuel    | 1/32 & 1/16 Elimineringsrunder         |
| Dag 5 | Onsdag 1. august 2012  | 9:00  | 19:00 | Kvinder individuel | 1/32 & 1/16 Elimineringsrunder         |
| Dag 6 | Torsdag 2. august 2012 | 9:00  | 16:20 | Kvinder individuel | Kvartfinaler/Semifinaler/Medalje runde |
| Dag 7 | Fredag 3. august 2012  | 9:00  | 16:20 | Mænd individuel    | Kvartfinaler/Semifinaler/Medalje runde |

## Medaljer

### Medaljeoversigt
| Placering | Land     | Guld | Sølv | Bronze | Total |
| --------- | -------- | ---- | ---- | ------ | ----- |
| 1         | Sydkorea | 3    | 0    | 1      | 4     |
| 2         | Italien  | 1    | 0    | 0      | 1     |
| 3         | Kina     | 0    | 1    | 1      | 2     |
| 3         | Japan    | 0    | 1    | 1      | 2     |
| 3         | Mexico   | 0    | 1    | 1      | 2     |
| 6         | USA      | 0    | 1    | 0      | 1     |
| Total     | Total    | 4    | 4    | 4      | 12    |

### Medaljevindere
| Event              | Guld                                                         | Sølv                                              | Bronze                                              |
| ------------------ | ------------------------------------------------------------ | ------------------------------------------------- | --------------------------------------------------- |
| Mænd individuel    | Sydkorea · Oh Jin-Hyek                                       | Japan · Takaharu Furukawa                         | Kina · Xiaoxiang Dai                                |
| Kvinder individuel | Sydkorea · Ki Bo-Bae                                         | Mexico · Aida Roman                               | Mexico · Mariana Avitia                             |
| Mænd hold          | Italien · Michele Frangilli · Marco Galiazzo · Mauro Nespoli | USA · Brady Ellison · Jake Kaminski · Jacob Wukie | Sydkorea · Im Dong-Hyun · Kim Bub-Min · Oh Jin-Hyek |
| Kvinder hold       | Sydkorea · Lee Sung-Jin · Ki Bo-Bae · Choi Hyeonju           | Kina · Fang Yuting · Cheng Ming · Xu Jing         | Japan · Kaori Kawanaka · Ren Hayakawa · Miki Kanie  |

## Danske deltagere
De danske udtagelseskrav blev offentliggjort 16. december 2010. Kravene gav to muligheder for kvalifikation til holdkonkurrencen og tre muligheder for kvalifikation til den individuelle konkurrence.
Til holdkonkurrencen kunne der opnås kvalifikation til OL ved VM i 2011 og ved Final World Team Qualification Turnament der afholdes i perioden 18. juni – 24. juni 2012 i Ogden USA.
Allerede ved VM i 2011 i Torino i Italien opnåede det danske kvindehold en 8. plads, der sikrede et dansk kvindehold en plads ved OL. Det danske hold bestod af Carina Rosenvinge Christiansen, Maja Buskbjerg Jager og Louise Laursen. 14. maj 2012 offentliggjorde Danmarks Idræts-Forbund at Danmark repræsenteres ved OL i London 2012 af netop de tre kvinder, der kvalificerede Danmark i 2011 . Disse tre kvinder deltager både i Kvinder individuel og Kvinder hold.
Til den individuelle konkurrence kunne der opnås kvalifikation til OL ved VM i 2011, ved EM i Amsterdam 21. maj – 26. maj 2012 og ved Final World Team Qualification Turnament i perioden 18. juni – 24. juni 2012 i Ogden USA. Det lykkedes ikke de danske mænd at kvalificere sig til OL.